# Myra Juliet Farrell
Pour les articles homonymes, voir Farrell.
Myra Juliet Farrell (25 février 1878 - 8 mars 1957), aussi connue sous les noms de Myra Juliet Welsh et Myra Juliet Taylor, est une inventrice et artiste australienne. Née dans le comté de Clare, en Irlande, elle émigre en Australie lorsqu'elle est enfant. Elle grandit à Broken Hill, voyage beaucoup et s'installe à Mosman, à Sydney. Elle dépose plus de deux douzaines de brevets allant d'une barricade militaire à un bouton-pression sans couture.

## Jeunesse

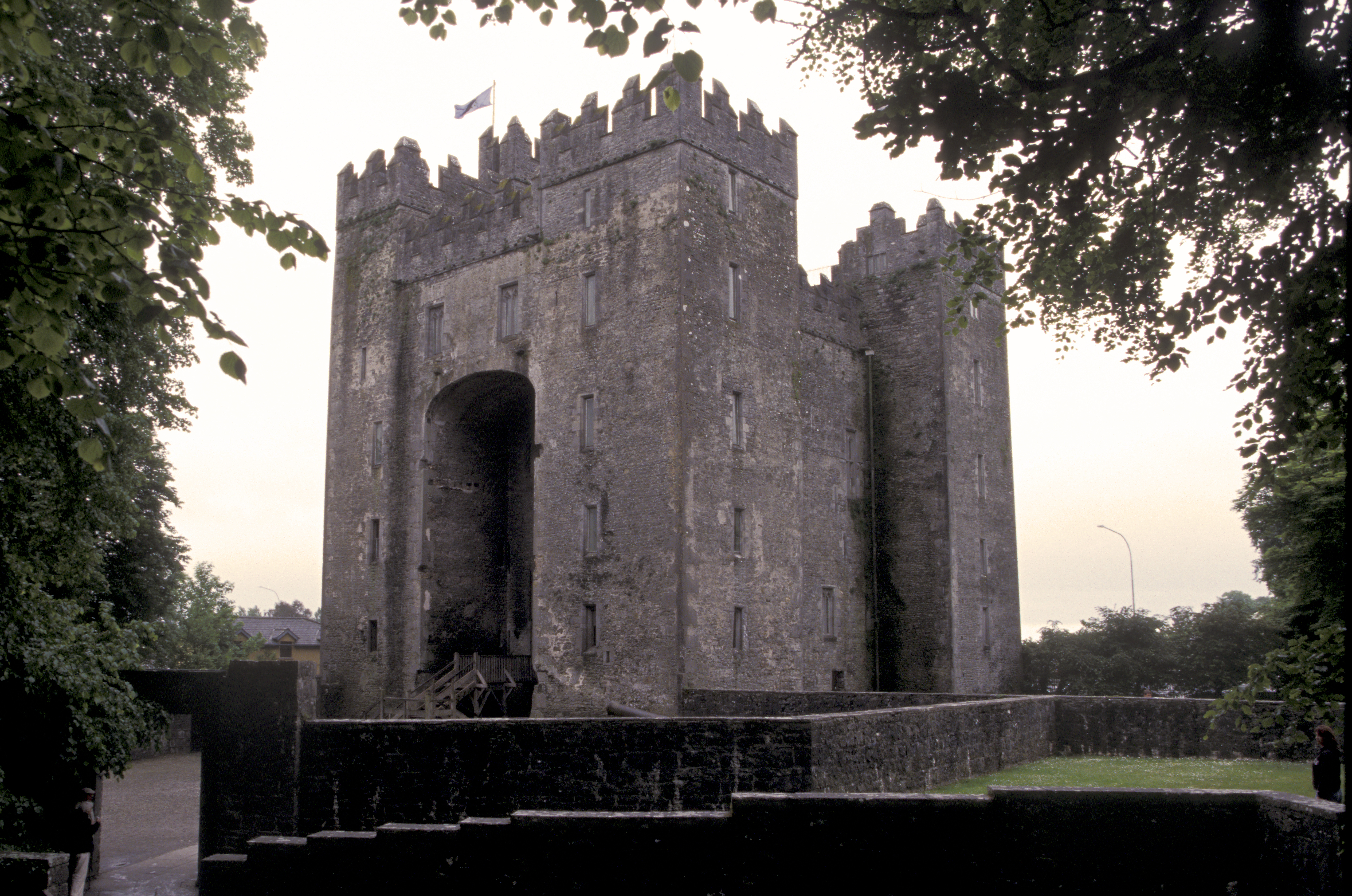
Myra et sa famille vécurent pendant un certain temps au château de Bunratty.

Maria Julia Welsh nait en Irlande le 25 février 1878. Elle est la troisième des six enfants de Marcus Frederick Welsh et Harriett Curtis Dove de Scragh House, dans le comté de Clare. La famille de Myra Juliet Farrell est protestante, et descend du révérend George Studdert, aumônier de Guillaume III d'Angleterre. Beaucoup de membres de sa famille sont membres du clergé ou militaires. Ils sont d'importants propriétaires fonciers du comté de Clare, et une famille de magistrats et hauts shérifs de Clare. Le père de Myra Farrell se rend en Nouvelle-Zélande où il prend part aux guerres de Nouvelle-Zélande et épouse la fille d'un ingénieur, Harriett Curtis Dove. Marcus Welsh retourne ensuite en Irlande avec sa femme, pour occuper son domaine à Kilrush. La destruction de la maison Scragh lors d'un incendie criminel, pousse la famille à emménager chez leurs parents Studdert au Château de Bunratty, où ils résident plusieurs années.
Dans les années 1880, la famille émigre en Australie, où la mère de Myra Farrell, Harriett Welsh, est née, et où vit déjà l'un des frères de Marcus Welsh. Ils débarquent à Adélaïde et voyagent vers le nord jusqu'à Broken Hill. Marcus et Harriett Welsh fondent une école dans la nouvelle ville de Silverton, à l'ouest de Umberumberka, où des gisements d'argent ont été récemment découverts. Ils emploient comme assistante pendant un certain temps la poétesse Mary Gilmore,. Ils déménagent ensuite à Broken Hill et fondent l'école St Peter que fréquente Myra Farrell. Ses frères restent vivre à Broken Hill, tandis que ses sœurs se marient et déménagent à Sydney et à Perth.

## Inventions

### Méthode de travail
Les premières idées d'inventions pratiques viennent à Myra Juliet Farrell à l'âge de dix ans : elle invente une goupille de sécurité à verrouillage automatique. Elle décrira plus tard la méthode de travail employée depuis son jeune âge dans une interview. Cette méthode consiste à identifier un besoin pour un produit particulier, d'y réfléchir et de dormir en y pensant. Myra Farrell explique que dans ses rêves, elle voit la solution au problème dans ses moindres détails, y compris la manière dont l'objet doit être construit. Elle se réveille ensuite et note les détails de la construction d'un objet ou de la formule d'un médicament. Elle écrit ainsi sur tout ce qui est à portée de ses mains, y compris parfois sur le linge de lit ou le mur, et son écriture somnambule va toujours de droite à gauche plutôt que de gauche à droite. Le matin, elle le recopie à l'aide d'un miroir. Elle dessine également tous les schémas détaillés et crée des maquettes pour la procédure de soumission de brevets.

### Dispositifs pratiques
Le premier brevet de Myra Farrell concerne un appareil de couture permettant de transférer directement un petit modèle de jupe issu d'un livre de modèles sur un morceau de tissu,. Ses inventions ultérieures comprennent un certain nombre d'appareils ménagers pratiques, notamment une corde à linge pliante à utiliser en appartement.
Elle réalise un certain nombre de systèmes d'assistance comme un corset pour les personnes souffrant de scoliose, une attelle pour les hernies et un appareil effectuant des liftings par des moyens mécaniques simples,. Myra Farrell  développe également une écharpe pour porter un bébé, à une époque où elles ne sont pas d'usage courant dans les pays occidentaux. Selon l'auteur Ruth Park, cet appareil est à l'origine de l'idée américaine selon laquelle les mères australiennes ont appris à porter leurs bébés en s'inspirant des kangourous.
Ses inventions pour l'agriculture comprennent un cueilleur et un emballeur de fruits automatisé, ainsi qu'un dispositif d'échantillonnage et de pesée du blé. Myra Farrell invente également le bouton-pression qui peut être attaché à un vêtement sans couture et une capote pliable de landau. En 1915, elle possède 26 inventions brevetées.

### Médicaments
Alors qu'elle vit à Broken Hill, Myra Farrell souffre de problèmes respiratoires aigus. Elle rêve de la formule d'une inhalation dont les propriétés des différents ingrédients auraient pour effet d'évacuer les mucosités, de réduire l'inflammation et de favoriser la cicatrisation. Elle fabrique des comprimés suivant cette formule, à brûler dans un clarificateur pour en inhaler les fumées. Elle rencontre ensuite William Taylor, un jeune homme du Perthshire en Écosse, venu en Australie et souffrant de tuberculose. Myra Farrell traite William Taylor avec son inhalant. Il connaît une amélioration remarquable. Ils se marient en 1906. William Taylor vit encore six ans. Le produit sera par la suite commercialisé sous le nom de « Membrosus ». Myra Farrell connaît également un grand succès avec une pommade, connue sous le nom de « pommade de Myra », avec laquelle elle traite avec succès une femme souffrant d'une maladie fongique rare de la peau.

### Dispositifs militaires
Pendant la Première Guerre mondiale, Myra Farrell travaille sur l'invention d'une barricade qui pourrait repousser les munitions et réduire l'impact des obus. Le ministère australien de la Défense en prend les plans pour les étudier. La barricade voit le jour et est utilisée mais n'est pas officiellement reconnue.
Au même moment, elle développe une lumière pouvant être projetée à une grande distance. Elle a d'abord en tête une utilisation à des fins publicitaires, mais l'armée utilise les plans et le prototype de Myra Farrell. La légende familiale, non confirmée, veut que la lumière ait été testée à partir de North Head du port de Sydney, et ait semer la confusion dans l'équipage d'un navire en mer qui l'aurait confondu avec le faisceau de celui du phare de South Head.

## Vie privée
Myra Farrell, puis William Taylor, sont décrits dans un article du Western Age :
« One would expect to find the person responsible for all this ingenious work to be rather difficult, but Mrs. Taylor is quite the reverse when one succeeds in making her talk of herself and her doings. Her manner is simple, kindly, and affable. In appearance she is essentially feminine, very fair, and plump, with appealing blue eyes, and brilliant colouring which comes and goes as she warms to her subject, and a soft, slow voice. »
« On pourrait s'attendre à ce que la personne responsable de tout cet ingénieux travail ait une personnalité plutôt difficile, mais Madame Taylor est plutôt tout l'inverse si tant est qu'on arrive à la faire parler d'elle et de ses accomplissements. Elle se montre simple, gentille et courtoise. Elle est d'apparence essentiellement féminine, très blonde, toute en rondeurs, avec des yeux bleus attrayants et un teint qui s'illumine tandis qu'elle évoque son sujet, avec une voix douce et calme. »
Myra Farrell se marie deux fois, la première avec William Taylor avec qui elle a deux enfants, Lavie Curtis Taylor et William Paterson Welsh Taylor, et la deuxième avec William George Farrell avec qui elle a un fils, le violoniste George Harry Welsh Farrell. Après la mort de son premier mari à Adélaïde, Myra Farrell vit à plusieurs reprises en Australie-Occidentale et à Bondi à Sydney, passant la fin de sa vie à Mosman.
Outre ses inventions, Myra est une peintre passionnée. Ayant appris d'un artiste peignant des décors de scène, elle adopte un style impressionniste utilisant des couleurs intenses et comprenant peu de mélanges de peinture. Toutes ses œuvres connues ayant traversé le temps sont de petits paysages.
Myra Farrell est connue dans les cercles théosophiques et souscrit à la construction d'une tribune à Balmoral Beach pour assister à l'arrivée du philosophe Krishnamurti à Sydney. Elle soutient financièrement l'utopiste William Lane (en) dans son entreprise de fonder une colonie idéale au Paraguay. En cela, elle se dispute longuement avec Mary Gilmore, qui soutient également William Lane mais méprise l'idéologie religieuse de Myra Farrell.
Myra Farrell est considérée comme une excentrique, même au sein de sa famille. Ses excentricités incluent de garder le pied d'une momie égyptienne sur la cheminée, sur lequel s'amasse la poussière parce que la femme de ménage refuse d'y toucher. Plus tard jeté aux ordures, il fait l'objet d'une enquête policière lorsqu'il est découvert par l'éboueur.
Myra Juliet Farrell meurt chez elle à Mosman le 8 mars 1957.

## Renommée
Myra Farrell est décrite dans le Geraldton Guardian :
« Without fear of contradiction it is quite safe to assert that Mrs Myra Taylor ….. is a genius in the highest sense of the word. »
— A Woman's Invention

« Sans avoir peur de se contredire, il est assez facile d'affirmer que Madame Myra Taylor...est un génie dans le sens le plus élevé du terme. »
The western Age, Dubbo parle d'elle en ces termes :
« That trite phrase "A prophet hath no glory in his own land" was never so strikingly illustrated as in the case of Mrs. Myra Juliet Taylor. This remarkable little lady might justly claim to be the most versatile woman in the Commonwealth, yet she dwells in our midst unknown, almost in obscurity. »
— Woman inventor
        
« Cette phrase banale "Un prophète ne connaît pas la gloire dans son propre pays" n'a jamais été aussi bien illustrée que par le cas de Madame Myra Juliet Taylor. Cette femme remarquable pourrait sincèrement prétendre être la femme la plus polyvalente du Commonwealth, pourtant elle nous demeure inconnue, comme dans l'obscurité. »